# Sprisegel

Sprisegel, mast och spristång

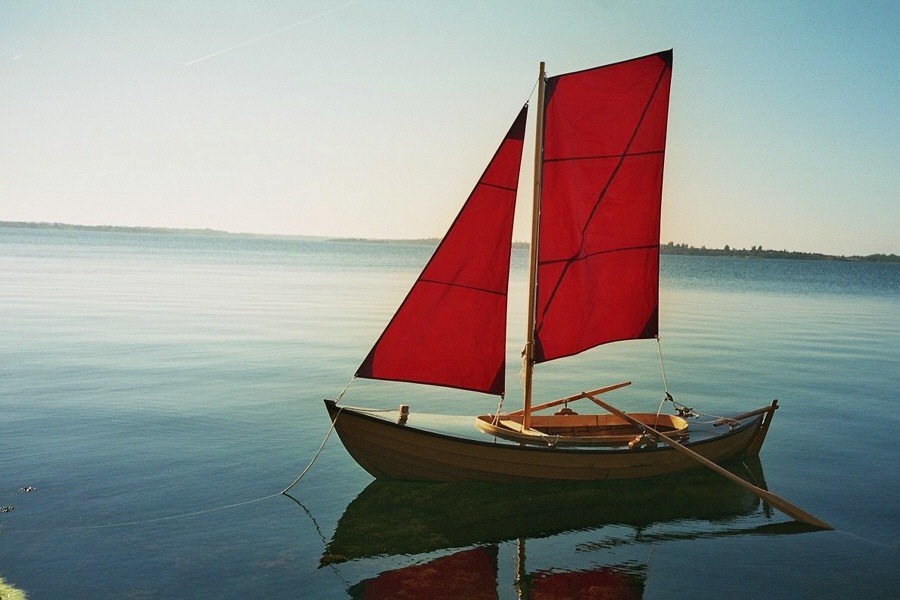
Jaktkanot med sprisegel samt fock

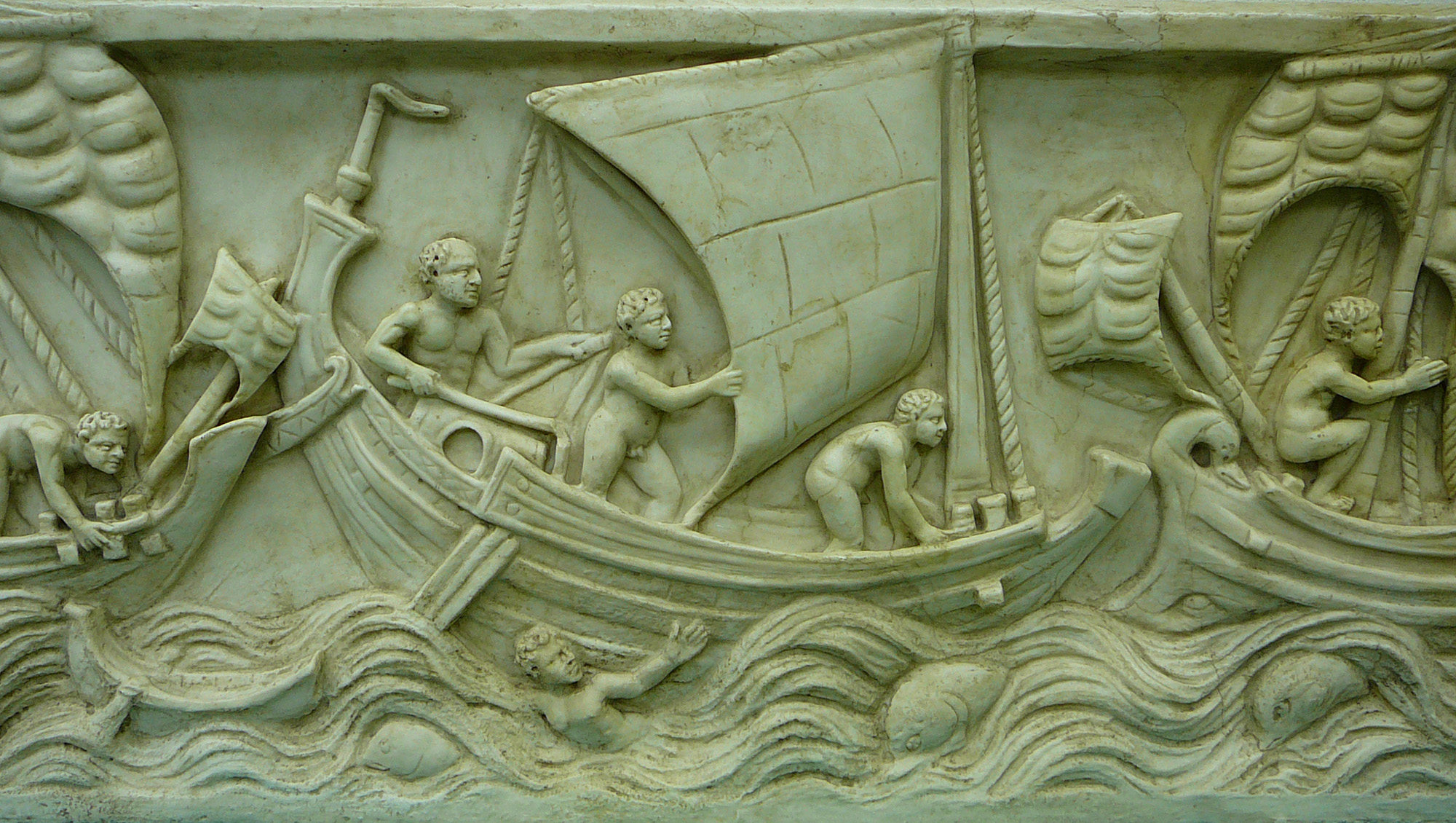
Romerskt skepp med sprisegel från 200-talet (spristaget till stor del skymt av seglet).

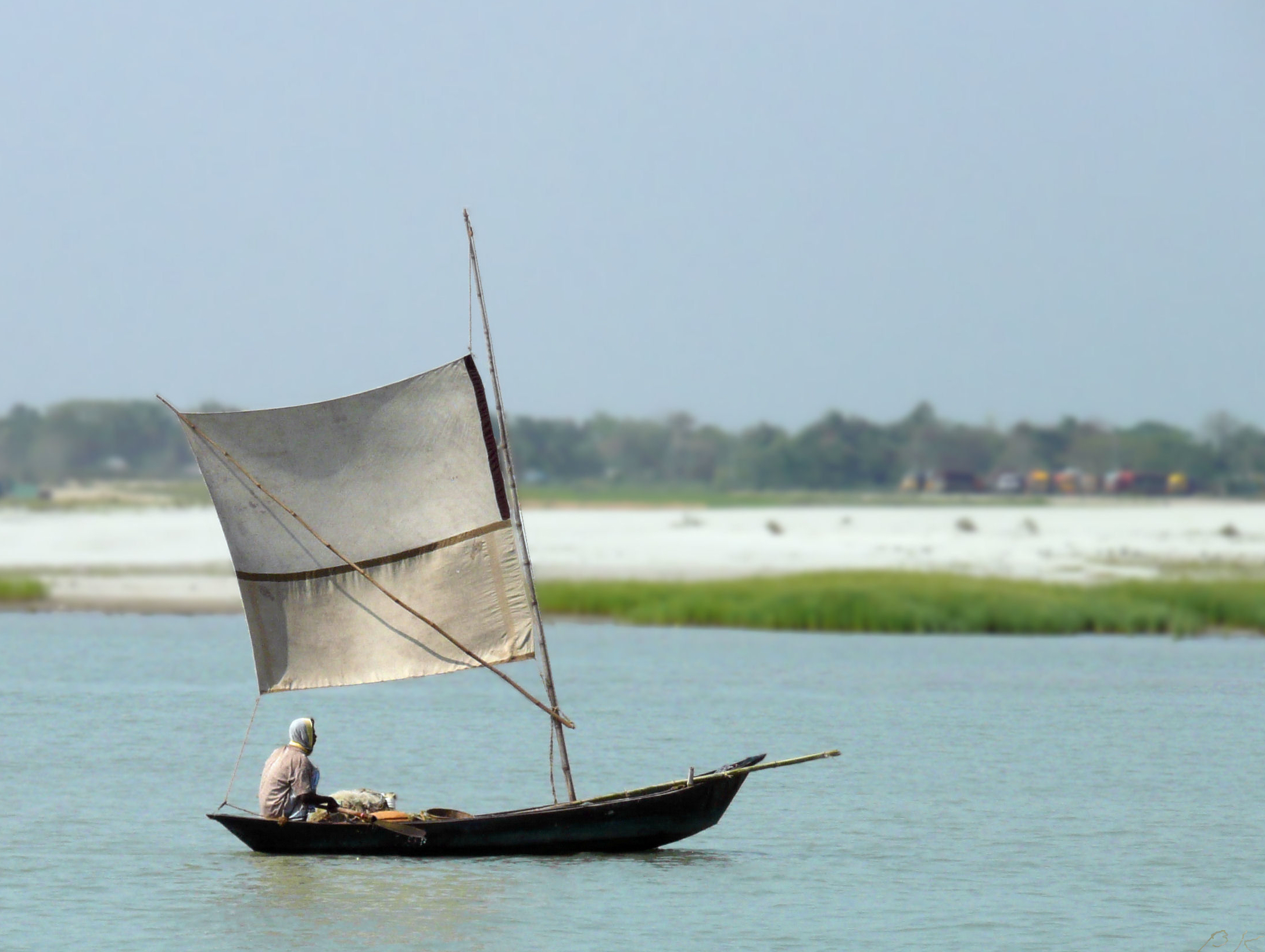
Sprisegel från Bangladesh

Sprisegel är ett kvadratiskt eller rektangulärt segel som var vanligt på äldre mindre och större bruksbåtar längs Östersjöns och Nordsjöns kuster och i nordiska skärgårdar som till exempel i Danmark, Finland, Sverige, Norge, Åland och Nederländerna samt på skutor på Themsen. Seglet antas ha utvecklats i Nederländerna på 1500-talet och blev det vanligaste seglet på mindre segelbåtar i Nordeuropa . Nedan till höger en bild på ett romerskt sprisegel, samt ett exempel från Bangladesh som antyder en ännu äldre historia.
Spriseglet var litsat till masten på de äldre båtarna, men på moderna båtar används även mastskena. En del större båtar, som till exempel fiskarnas storbåtar med flera, kunde ha två eller tre master för sprisegel. Båtar som har haft stagade master har även fört toppsegel på stormasten och stagfock på fockmasten och en del båtar har även fört klyvare. Spriseglet har varit vanligt för på en del båtar utan vant eller stag. 
Spriet (även kallat spristång och spristake) fästs diagonalt från mastens nedre del i en spriögla vid halshornet till seglets aktre övre horn, sprihornet eller pikhornet.
Spriseglet var vanligt på vissa ekor och snipor såsom blekingeekan, jaktkanoten i östra Blekinge, Ölandssnipan samt Gotlandssnipan. Nuförtiden används sprisegel bland annat på optimistjollen.